# Київська обласна асоціація футболу
Київська обласна асоціація футболу або Київське об`єднання  асоціацій футболу (КОАФ) — обласна громадська спортивна організація, заснована 1997 р. Є колективним членом Української асоціації футболу. Головна мета її діяльності — сприяння розвитку та популяризації футболу у Київській області.
1989 року футбольна громада столичного регіону згуртувалася в обласний футбольний клуб, який найпершим у союзному футболі набув статусу незалежної громадської організації, що функціонувала на засадах повного госпрозрахунку. Почесним головою клубу став державний службовець Віктор Мельник, а робочим заступником голови – суддя всесоюзної категорії Микола Кирсанов, перший в історії штатний очільник обласного футболу.
До нього керівні функції виключно на громадських засадах виконували Олег і Анатолій Лоєвські, Володимир Ногачевський, В’ячеслав Койдан, В’ячеслав Порохнюк, Олександр Авраменко. 1997 року Київську обласну федерацію футболу, що перебрала на себе всі права госпрозрахункового клубу, зареєстровано в офіційних юридичних органах, а Миколу Кирсанова обрано першим повноправним її головою.

## Турніри
Під егідою Київської обласної асоціації футболу відбуваються такі регулярні змагання:
- Чемпіонат Київської області з футболу
- Кубок Київської області з футболу

## Голови асоціації
| Голова                         | Строк                 |
| ------------------------------ | --------------------- |
| Віктор Мельник                 | 1989 — 1997           |
| Кірсанов Микола Миколайович    | 1997 — 1998           |
| Тютюн Олександр Якович         | 1998 — 2012           |
| Присяжнюк Анатолій Йосипович   | 2012 — 14 травня 2016 |
| Мельничук Максим Дмитрович     | 2016 — 2017           |
| Москаленко Ярослав Миколайович | 2017 — 2020           |
| Засуха Андрій Анатолійович     | з 2020                |